# Davilla elliptica
Davilla elliptica är en tvåhjärtbladig växtart som beskrevs av St.-hil.. Davilla elliptica ingår i släktet Davilla, och familjen Dilleniaceae. Inga underarter finns listade i Catalogue of Life.

## Bildgalleri

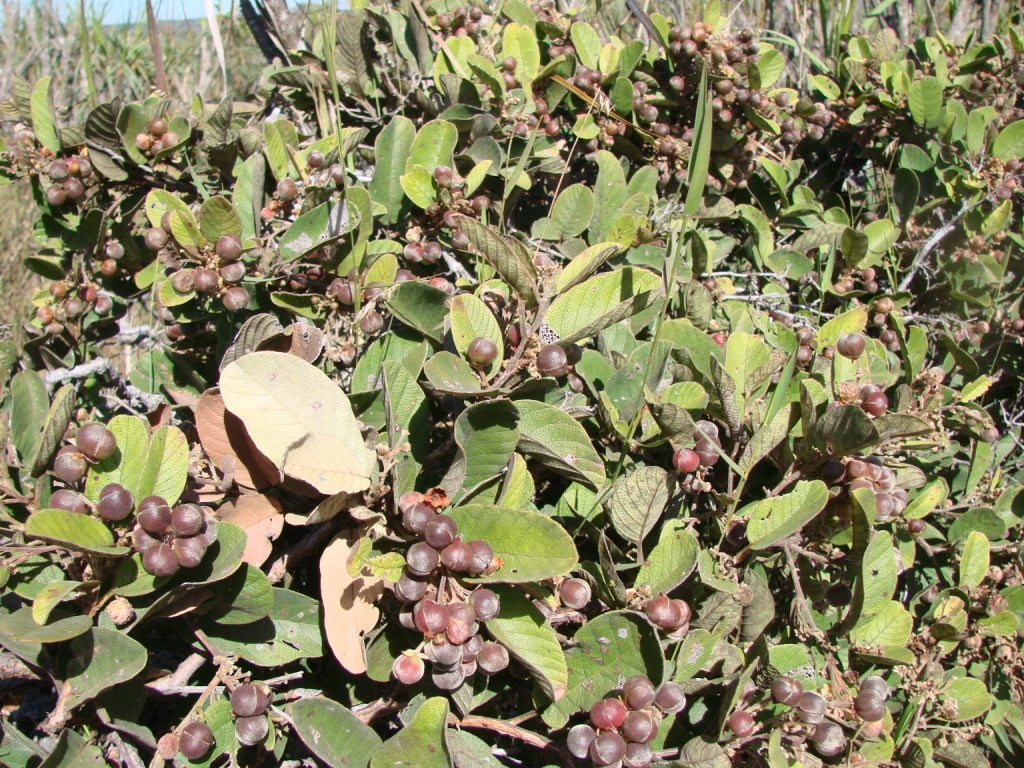